# Chassey-le-Camp
Chassey-le-Camp település Franciaországban, Saône-et-Loire megyében. Lakosainak száma 365 fő (2022. január 1.). Chassey-le-Camp Santenay, Aluze, Bouzeron, Chamilly, Cheilly-lès-Maranges, Remigny és Rully községekkel határos.

## Népesség
A település népességének változása:
| Lakosok száma | 332  | 341  | 347  | 344  | 348  | 352  | 357  | 361  | 365  |
|               | 2013 | 2015 | 2016 | 2017 | 2018 | 2019 | 2020 | 2021 | 2022 |